# Pantoporia sulana
Pantoporia sulana är en fjärilsart som beskrevs av John Nevill Eliot 1969. Pantoporia sulana ingår i släktet Pantoporia och familjen praktfjärilar. Inga underarter finns listade i Catalogue of Life.